# Phú Vang (xã)
Phú Vang là một xã thuộc huyện Bình Đại, tỉnh Bến Tre, Việt Nam.
Xã Phú Vang có diện tích 10,66 km², dân số năm 1999 là 4.042 người, mật độ dân số đạt 379 người/km².